# Dům čp. 337 (Štramberk)
Dům čp. 337 stojí na ulici Zauličí ve Štramberku v okrese Nový Jičín. Roubený dům byl postaven na konci 18. století. Byl zapsán do Ústředního seznamu kulturních památek ČR před rokem 1988 a je součástí městské památkové rezervace.

## Historie
Podle urbáře z roku 1558 bylo na náměstí postaveno původně 22 domů s dřevěným podloubím, kterým bylo přiznáno šenkovní právo, a sedm usedlých na předměstí. Uprostřed náměstí stál pivovar. V roce 1614 je uváděno 28 hospodářů, fara, kostel, škola a za hradbami 19 domů. Za panování jezuitů bylo v roce 1656 uváděno 53 domů. První zděný dům čp. 10 byl postaven na náměstí v roce 1799. V roce 1855 postihl Štramberk požár, při němž shořelo na 40 domů a dvě stodoly. V třicátých letech 19. století stálo nedaleko náměstí ještě dvanáct dřevěných domů.
Původní roubený dům čp. 337 byl postaven na konci 18. století, je orientován štítovým průčelím do ulice. V druhé polovině 20. století byl rekonstruován. Objekt je příkladem původní předměstské zástavby ve Štramberku.

## Stavební podoba
Dům je přízemní roubená stavba na obdélném půdorysu, je orientovaná štítovou stranou do ulice. Dispozice je dvojdílná, kterou tvoří z jizba a síň. Stavba je roubená z kuláčů. Je postavena na vysoké kamenné podezdívce, která vyrovnává svahovou nerovnost. V podezdívce je sklepní prostor, který byl využíván jako chlév, vchod je veden z uliční strany. Štítové průčelí je dvouosé klem něhož a pravé okapové strany obíhá dřevěná otevřená pavlač. Štít je lichoběžníkový svisle bedněný s jedním oknem, s polovalbou ve vrcholu a s podlomenicí v patě uličního štítu. Střecha je sedlová krytá asfaltovou lepenkou.